# 劉彥 (天啟進士)
劉彥（？—？），湖廣鍾祥人，明朝政治人物，同進士出身。
天啟五年（1625年），登乙丑科進士。崇禎年間，調任泉州府知府。